# Боздуганово
Боздуганово (болг. Боздуганово) — село в Болгарии. Находится в Старозагорской области, входит в общину Раднево. Население составляет 526 человек.
Село расположено в 20 км от города Стара-Загора, к югу от места впадения реки Бедечка в Сазлийку. Прежде село называлось Грудево.
В центре села расположено здание кметства; в Боздуганово есть булочная и другие магазины; есть читалиште имени Груди Филипова, также есть кафе и детский городок.

## Политическая ситуация
В местном кметстве Боздуганово, в состав которого входит Боздуганово, должность кмета (старосты) исполняет Драго Петков Драгов (независимый) по результатам выборов.
Кмет (мэр) общины Раднево — Нончо Драгиев Воденичаров (инициативный комитет) по результатам выборов.